# Foramen ethmoidale posterium

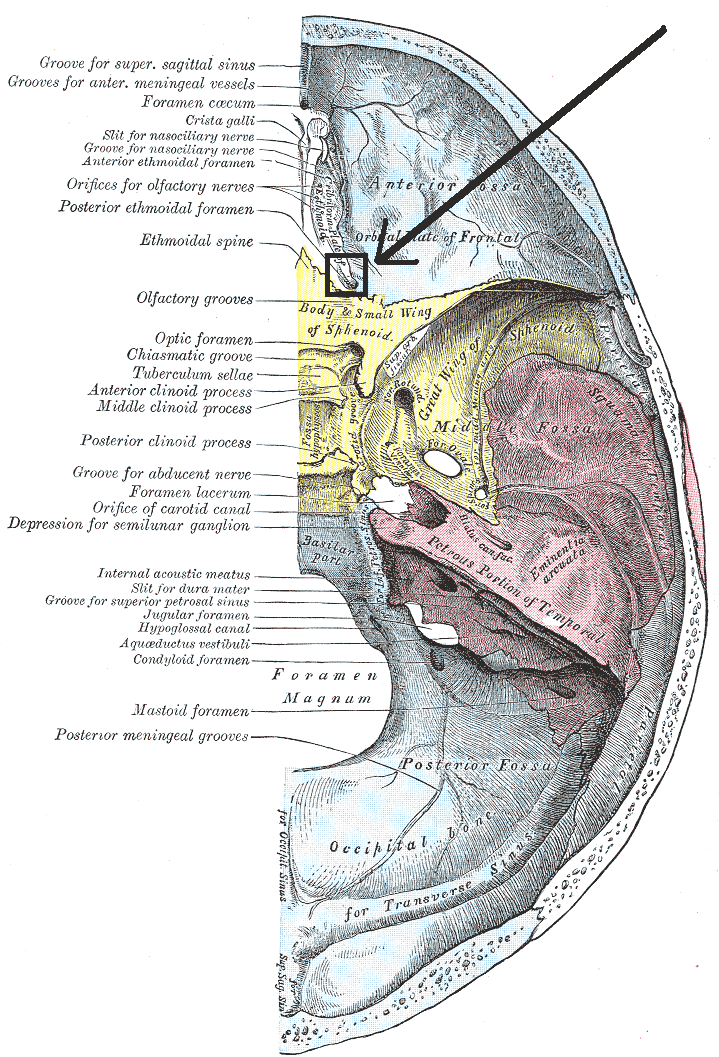
A koponya fele belülről (az apró fekete négyzet jelöli a lyukat)

A foramen ethmoidale posterius egy lyuk a koponyán (cranium). Az ékcsont (os sphenoidale) kinyúló lemeze alatt, de ennek a hátsó részénél található. Az arteria ethmoidalis posterior és a nervus ethmoidalis posterior fut keresztül rajta.